# 圣卢 (芒什省)
圣卢（法語：Saint-Loup，法語發音：[sɛ̃ lu]）是法国芒什省的一个市镇，属于阿夫朗什区。

## 地理
圣卢（48°40'4"N, 1°17'42"W）面积6.45 平方千米，位于法国诺曼底大区芒什省，该省份为法国西北部沿海省份，西、北、东北三面环大西洋，东起顺时针与卡爾瓦多斯省、奧恩省、马耶讷省和伊勒-维莱讷省接壤。
与圣卢接壤的市镇（或旧市镇、城区）包括：圣瑟尼耶-苏萨夫朗什、圣康坦叙勒奥姆、圣奥万、阿夫朗什。

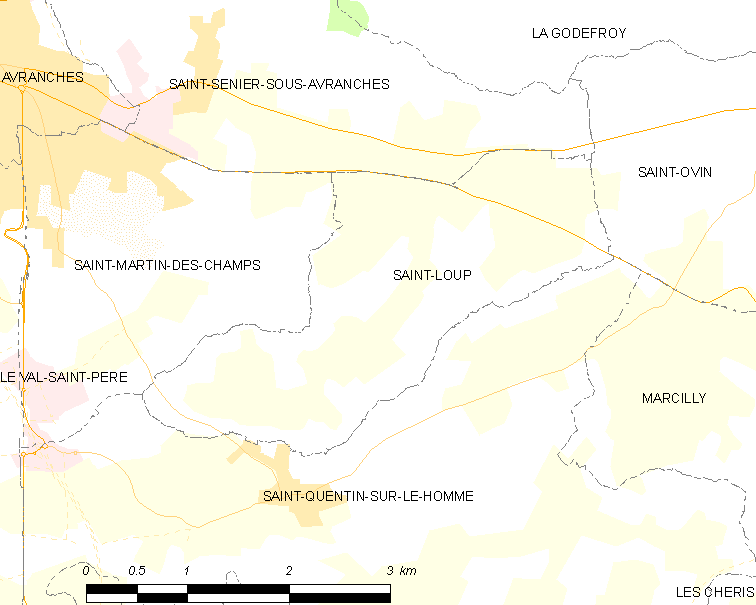
的OSM定位图

圣卢的时区为UTC+01:00、UTC+02:00（夏令时）。

## 行政
圣卢的邮政编码为50300，INSEE市镇编码为50505。

## 政治
圣卢所属的省级选区为伊西尼-勒比阿县。

## 人口

1962-2008年间人口变化图示

圣卢于2022年1月1日时的人口数量为678人。